# Бжечка (Куявско-Поморское воеводство)
Бжечка (пол. Brzeczka) — деревня в гмине Велька-Нешавка Торуньского повета Куявско-Поморского воеводства в центральной части севера Польши.
Деревня была основана в 1815 году в ходе парцелляции (разделения земель) большого села Грабе, являвшегося административным центром одноимённой гмины, в состав которой Бжечка вошла в статусе колонии, население которой, спустя 65 лет после образования, достигло 176 человек.